# Понасенков, Евгений Николаевич
Евге́ний Никола́евич Понасе́нков (род. 13 марта 1982, Москва, СССР) — российский публицист, писатель и видеоблогер.
Понасенков — автор печатных работ (самая известная из которых — «Первая научная история войны 1812 года») по теме истории Наполеоновских войн, вызвавших неоднозначную, в основном отрицательную реакцию со стороны научно-исторического сообщества.
Ранее был ведущим авторских программ и участником ток-шоу на российском телевидении. Также был режиссёром любительских спектаклей и организатором культурных мероприятий; играл в фильмах и сериалах в эпизодических ролях. В Рунете широко известен как «Маэстро». Персонаж множества мемов, среди которых «Вы думаете, что я вас не переиграю? Я вас уничтожу!».

## Биография
Родился 13 марта 1982 года в Москве. Его отец работал военным врачом, а мать инженером.

### Образование
Начальное образование получил в московской школе № 1287 с углублённым изучением английского языка. По собственным словам Понасенкова, интересоваться эпохой Наполеона и Отечественной войной 1812 года он начал с 9 лет, а во время учёбы в школе занимался в библиотеке музея-панорамы «Бородинская битва» изучением специальной литературы и сборников документов.
В 1999—2004 годах учился на историческом факультете МГУ, под руководством Е. И. Федосовой специализировался на истории Наполеоновских войн. Выступал с докладами на научных конференциях. По словам Понасенкова, дипломную работу не стал защищать из-за назначенного на день защиты концерта, поэтому диплома о высшем образовании не имеет. В июле 2020 года Понасенков заявлял, что окончил пять курсов, диплом у него есть, но он его не стал забирать, вновь объяснив это тем, что не пришёл, поскольку на день защиты был назначен концерт.

### Исследовательская деятельность

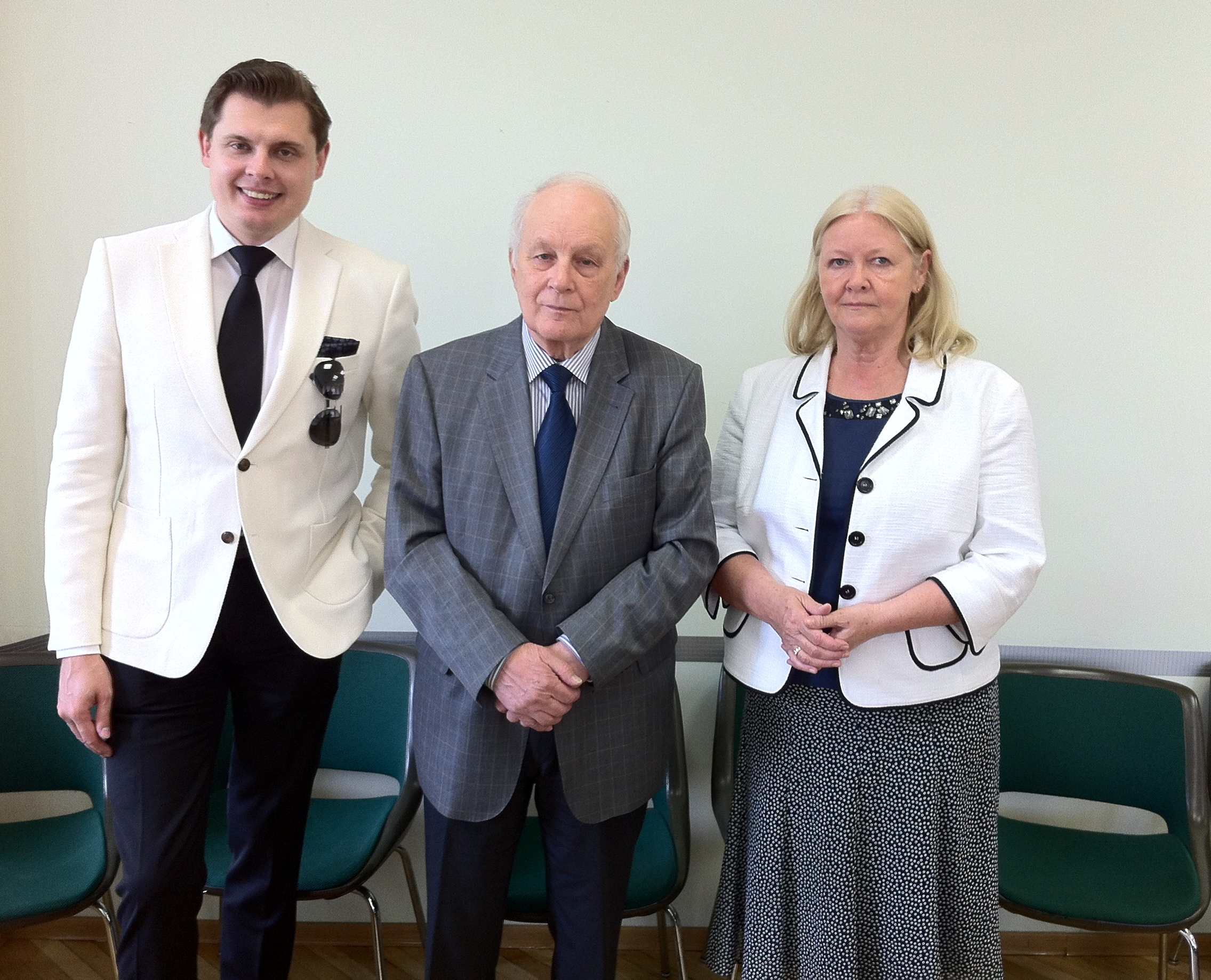
Понасенков с А. Н. Сахаровым на конференции РАН. Москва, 2014

C 2001 года принимал участие в научных конференциях, публиковал научные и публицистические статьи, а также выступал с лекциями и интервью по теме Наполеоновских войн.
В 2002 году опубликовал статью в научном журнале «Родина», посвящённую коллаборационизму в период войны 1812 года.
В том же году в статье «Экономические предпосылки кризиса Тильзитской системы (1807—1812 гг.) и причины войны 1812 г.» высказал концепцию, согласно которой российское крестьянство, как подавляющая часть населения, «только выиграло от присоединения к блокаде», а «макропоказатели свидетельствуют о положительном влиянии экономической блокады Англии» на экономику России. По мнению Понасенкова, «причины кризиса — традиционные для России: инфляция, высокие расходы на оборону, долги, дезорганизация в государственных структурах», а недовольство людей соглашениями Александра I с Наполеоном носило «более политический характер, особенно против Тильзитского мира, который считали позорным и на который позже стали валить все финансовые затруднения».
В 2004 году выпустил книгу «Правда о войне 1812 года», в которой возложил вину за развязывание конфликта на российскую сторону, отказался от термина «Отечественная война», аргументируя тем, что он был введён лишь при Николае I в период празднования 25-летия войны, и высказал мнение о бездарности и безответственности российского командования, включая императора Александра I и фельдмаршала Кутузова, а также продолжил развивать свою концепцию, касающуюся континентальной блокады Англии.
26 июня 2014 года в Институте научной информации по общественным наукам РАН на совместном заседании научного совета РАН «История международных отношений и внешней политики России» и Института российской истории РАН выступил с докладом «Две модели реформирования Европы: Наполеон и Александр I» по теме: «Заграничные походы Русской армии 1813—1814 годов и реформирование Европы», в котором сравнил реформы двух императоров и сделал однозначный вывод, что «с точки зрения смысла истории, с точки зрения развития экономики, общества и государства прав оказался Наполеон и его модель развития Европы». Доклад был опубликован в 2015 году издательством Института российской истории РАН.
В 2015 году в журнале «Мхитар Гош» в совместной с Тароном Сакояном статье «Характер и цели антифранцузских коалиций» в общем виде были показаны причины возникновения антифранцузских коалиций и их цели. Авторы осветили прогрессивные реформы Наполеона, вызвавшие усиление враждебности европейских монархов против Франции. В статье обосновывается тезис, что Наполеон противился войне 1812 года и делал всё возможное, чтобы её избежать.
В 2017 году в серии издательства АСТ «Скандалы истории» выпустил книгу «Первая научная история войны 1812 года», в которой продолжил развивать мысли, изложенные в «Правде о войне 1812 года». Книга была опубликована в авторской редакции, что было отмечено в ней самим издательством, а сам Понасенков организовал громкую рекламную кампанию своей книги в социальных сетях, а также дал несколько интервью различным СМИ. В декабре того же года в эфире «Радио Свобода» Понасенков сообщил, что в данную книгу «вставлял обманом ночью только с верстальщиком» отдельную главу, посвящённую тезису о превентивной войне Германии против СССР, и фотографию некоего документа, в котором «Сталин лично говорит о том (конец 1938 года), что он готовит наступление на Европу, и это будет последняя и самая справедливая война».

### Публицистика и блоггинг
В 2003—2011 годах вёл рубрику на исторические темы в еженедельнике «Коммерсантъ-Власть». С 2006 года печатается в гей-журнале «Квир». С 2016 года — колумнист журнала «Миллионер».
В 2007 году выпустил книгу мемуаров «Танго в одиночестве».
С 2013 года ведёт на YouTube «Канал здравого смысла», где публикует записи телепередач с собственным участием, размышления об актуальных событиях в мире, влоги, стримы. В Рунете Понасенков известен по прозвищу «Маэстро», является персонажем десятков разных мемов, самые известные из которых — «Переиграл и уничтожил» и «Ты пойман за руку как дешёвка».

### Работа на телевидении
В 2009—2010 годах был ведущим авторской передачи «Культпоход с Евгением Понасенковым» в рамках программы «Сегодня утром» на телеканале «НТВ». С января 2013 года — ведущий авторской передачи о мировом кинематографе на телеканале «Москва. Доверие». С июня 2013 года — автор и соведущий цикла «Драматургия истории» на телеканале «Ваше общественное телевидение!» (СПб). По состоянию на сентябрь 2014 года отснято 24 серии по 55 минут. С 2011 года ведёт на телеканале «Комсомольская правда», а с 2016 года на канале «Канал здравого смысла» сайта YouTube авторскую передачу «Поэзия судьбы», посвящённую выдающимся личностям мирового искусства и политики. По состоянию на сентябрь 2014 года вышло около 60 серий.

### Постановки и выступления

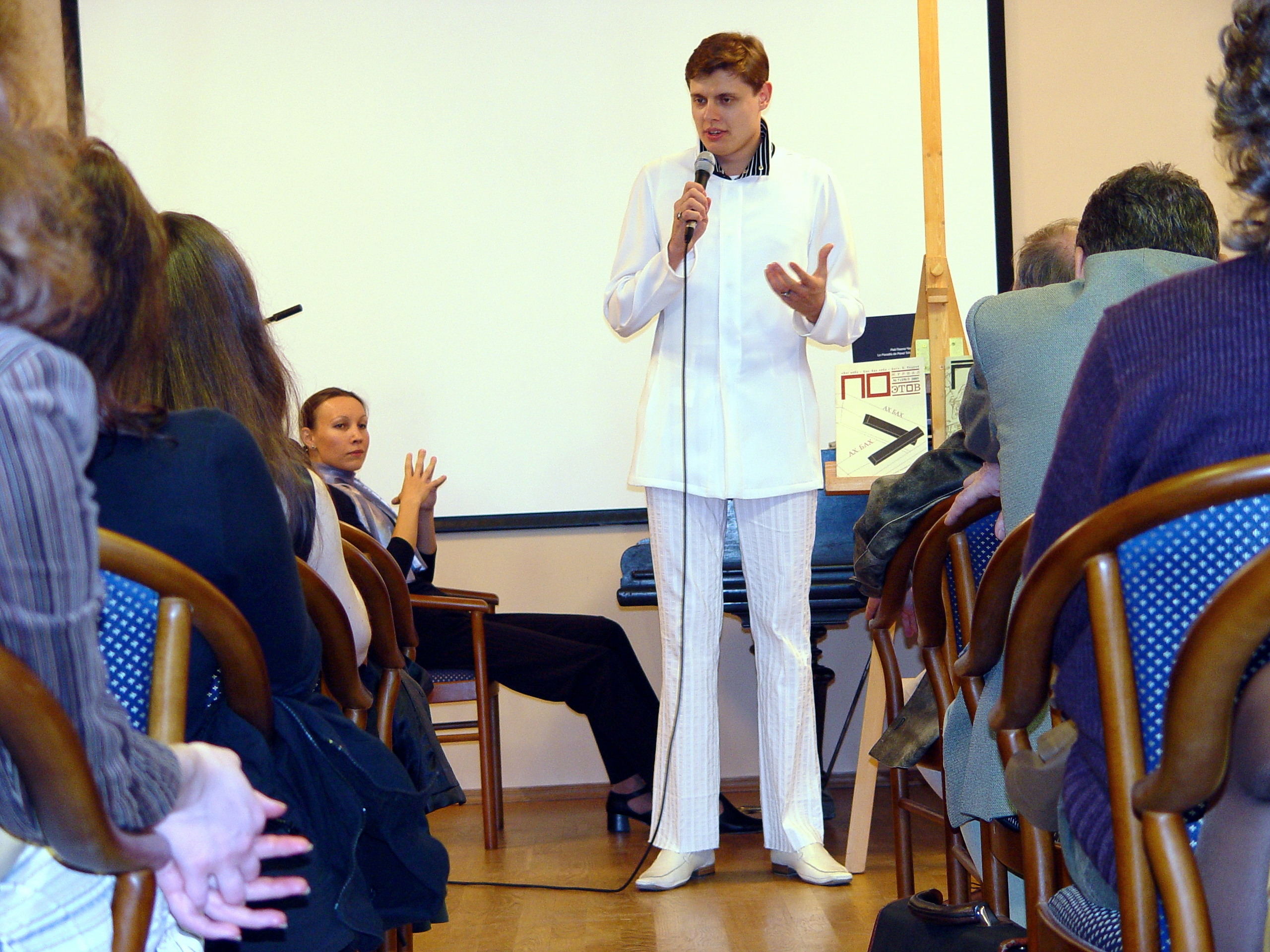
«День поэзии» на Таганке. Москва, 2005

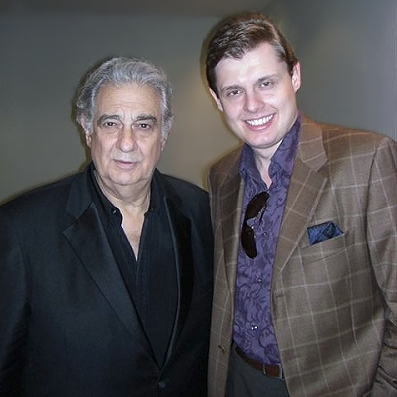
С Пласидо Доминго. Москва, 2009

С 2004 года регулярно выступает с концертами в качестве ведущего (конферансье), вокалиста и как чтец стихов и прозы.
В дни празднования юбилея кампании 1812 года прочитал лекцию на телеканале «Дождь», где изложил свои представления на события двухсотлетней давности и рассказал о формировании идеологического мифа о войне. В ноябре 2012 года участвовал в программе «Госдеп-3» на телеканале «Дождь».
В 2015—2016 годах принимал участие в радиопередачах «Баррикады», где дискутировал с депутатом Евгением Фёдоровым, юристом Я. А. Юкшей, религиозным деятелем Максимом Паршиным. 22 апреля 2016 года выступал в радиопередаче «Радиорубка» (радио «Комсомольская правда»), в которой, вступив в дискуссию с заместителем редактора отдела «Комсомольской правды» Андреем Барановым и назвав его и ведущую пропагандистами, покинул студию во время эфира. 5 октября 2016 года участвовал в прямом эфире в информационно-аналитической передаче «ОТРажение» федерального телеканала ОТР, где высказывался о деятельности И. В. Сталина и Ивана Грозного. В интервью 8 октября 2016 года на «Радио Свобода» утверждал, что «увековечивать негодяев и психически больных людей — преступление и маразм, а установка подобных памятников отражает сегодняшнее время, истерику агрессии и невежество в стране».

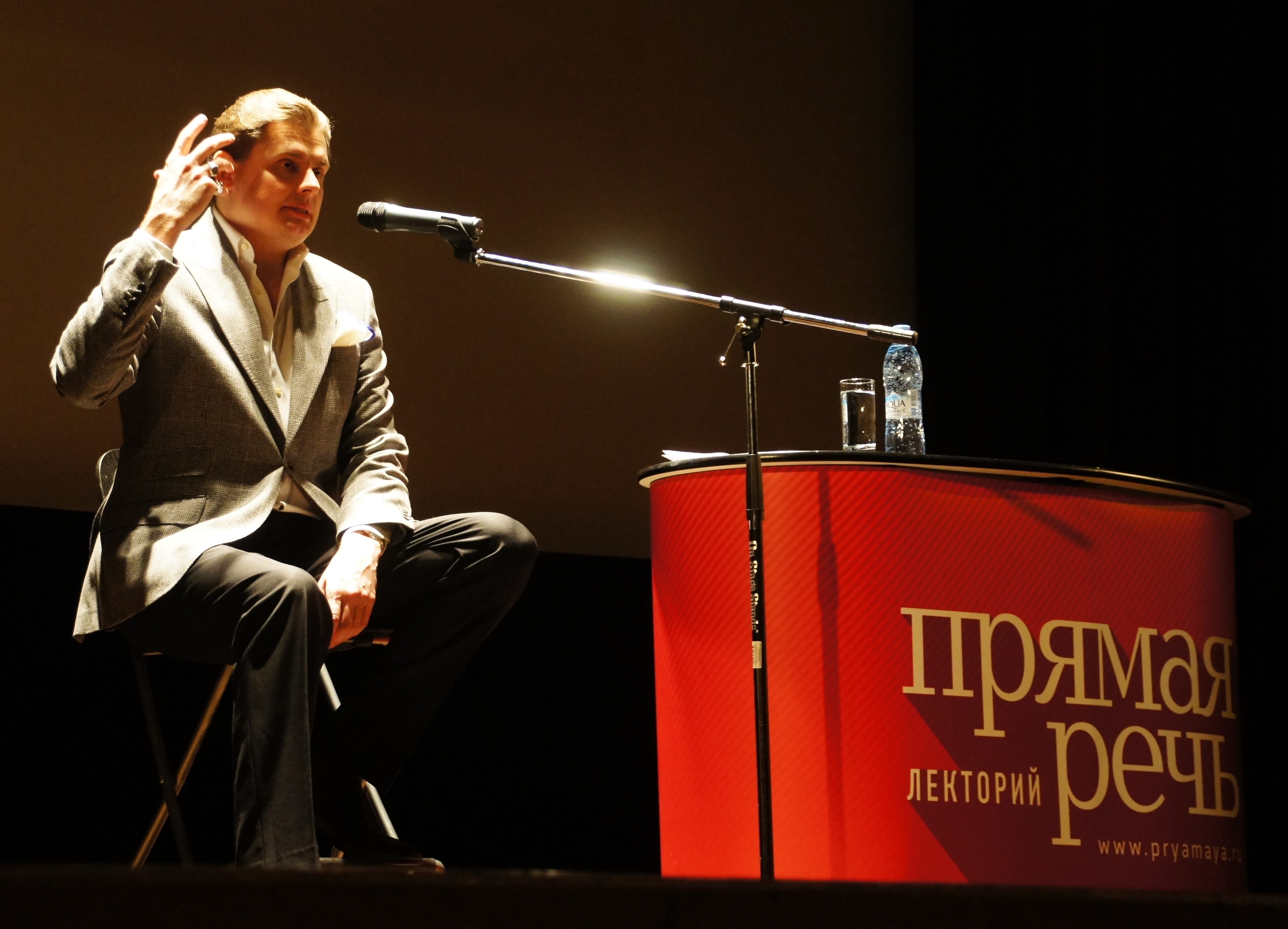
На лекции, 23 марта 2017

Как театральный режиссёр Евгений Понасенков создал собственный театр «Тайна».

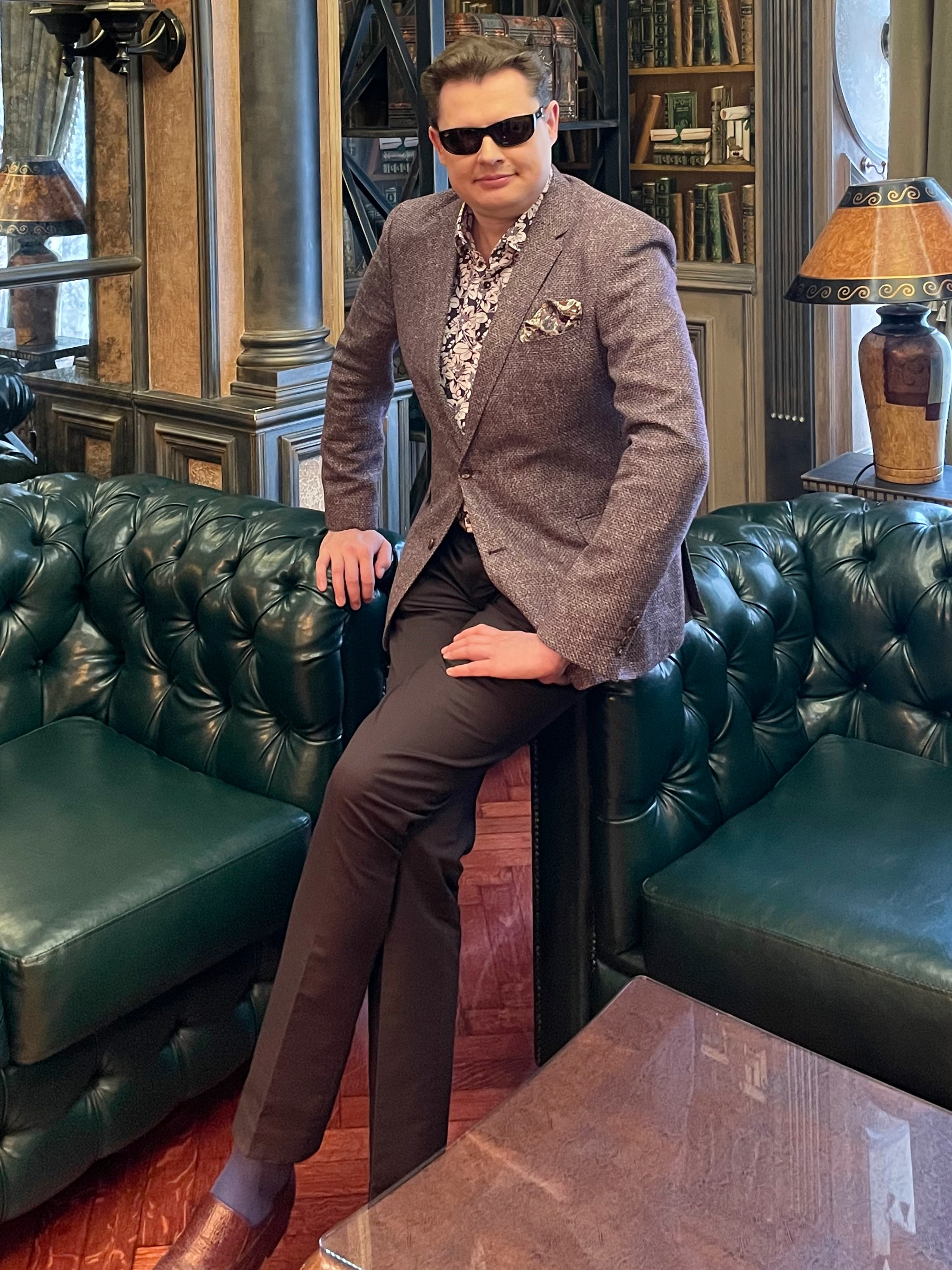
Москва, 12 июня 2021

На сцене Центра имени Всеволода Мейерхольда поставил антрепризный спектакль «Немецкая сага» по пьесе Юкио Мисимы «Мой друг Гитлер», посвящённый Морису Бежару и вызвавший неоднозначную реакцию[уточнить]. Кроме того, поставил праздничный вечер по случаю Всемирного дня поэзии в Театре на Таганке (2005) и спектакль «Линии неба» по стихам Артюра Рембо и Михаила Бузника в театре «Школа драматического искусства» с французской актрисой Дани Каган и дебютировавшей на драматической сцене российской телеведущей Юлией Бордовских в главных ролях, для которой этот спектакль стал первым выходом на драматическую сцену); журналист газеты «Новые Известия» Елена Кваскова отметила «странность и отчасти даже одиозность спектакля» и назвала Понасенкова учеником Романа Виктюка.
В 2008 году руководил программой классической музыки «Дома друзей Олимпиады» — культурного центра российской делегации на Олимпийских играх в Пекине.
В 2009 году был конферансье юбилейного театрализованного вечера в честь 70-летия Елены Образцовой в Колонном зале Дома Союзов.
В сентябре 2012 года Понасенков выпустил авторский видеофильм в жанре экскурсии по Неаполю «Мистерии Неаполитанского залива» (105 мин, 2012).
23 марта 2017 года в лектории «Прямая речь» выступил с лекцией на тему «Что такое личность и кто создал мировую историю».
17 мая 2021 года стал гостем программы «Вечерний Ургант». 7 октября 2021 года вышел очередной выпуск юмористического шоу «Что было дальше?» с участием Понасенкова.

### Другое
1 апреля 2022 года Минюст России внёс Понасенкова в реестр СМИ — «иностранных агентов».
7 июня 2023 года стало известно, что накануне Понасенков и его знакомый Рамис Зарипов стали участниками инцидента в центре Москвы. Собеседник телеканала «РЕН ТВ» описал происшествие как столкновение «с пьяным мужчиной» по имени Олег Дибров, которого оттолкнул Зарипов. Понасенков утверждает, что Дибров «не давал проходу, приставал, оскорблял, угрожал» ему и всем окружающим. После толчка мужчина упал, его доставили в реанимацию с травмой головы. Дибров месяц провёл в коме, у него была диагностирована открытая черепно-мозговая травма и ушиб мозга. Дибров умер в больнице 9 июля 2023 года. После конфликта в отношении Зарипова завели уголовное дело.
18 и 23 января 2025 года каналы Понасенкова на YouTube были заблокированы по причине многочисленных жалоб на нарушение авторских прав. В том же месяце каналы удалось восстановить.

## Фильмография и постановки

#### Актёр
| Год  |   | Название                        | Роль                                                           |
| ---- | - | ------------------------------- | -------------------------------------------------------------- |
| 2010 | ф | Назад в СССР                    | психолог Александр; эпизодическая роль                         |
| 2010 | с | Погоня за тенью                 | Святослав (17-я серия «Аттракцион»); эпизодическая роль        |
| 2011 | ф | Борис Годунов                   | режиссёр Максим; эпизодическая роль                            |
| 2011 | ф | Бой с тенью 3D: Последний раунд | режиссёр телепрограммы; эпизодическая роль                     |
| 2011 | с | Паутина 5                       | Максим; эпизодическая роль                                     |
| 2013 | с | По лезвию бритвы                | офицер Вермахта Хайнц (в титрах не указан); эпизодическая роль |

#### Роли в музыкальных видеоклипах
- 2021 — Cream Soda и Алёна Свиридова — «Розовый фламинго»[68]

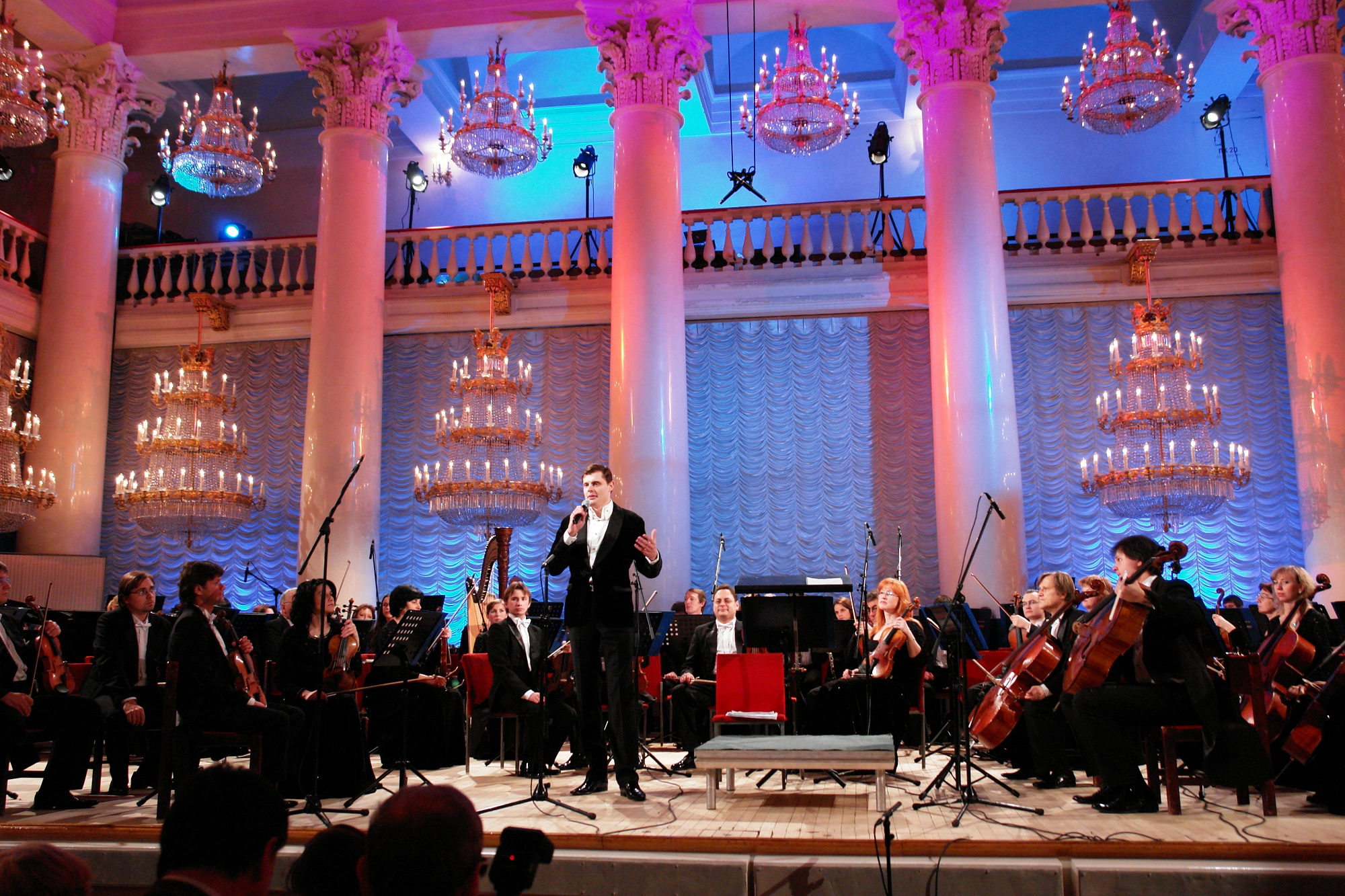
Ведущий и режиссёр концерта в честь Е. Образцовой, 2009

- 2021 — Cream Soda — «Подожгу»[69]

#### Режиссёр
- 2005 — «День поэзии», вечер поэзии на Таганке
- 2006 — «Линии неба», драматический спектакль[70]
- 2006 — «Немецкая сага», драматический спектакль[71]
- 2008 — Руководитель и режиссёр классической программы «Дома друзей олимпиады» (ДДО) на олимпиаде в Китае[55][72][73]
- 2009 — Юбилейный вечер Е. В. Образцовой
- 2012 — «Мистерии Неаполитанского залива», документальный фильм[74]

## Членство в организациях
- 2004—2018: Русская академия наук и искусств[75] (РуАН, организация, ликвидированная[76] в 2018 году).
- 2012—2018: Независимый совет по правам человека (НСПЧ[77][78], фактически перестал существовать после кончины Л. М. Алексеевой).

## Отзывы и критика
2003
- А. А. Подмазо, выпускник Московского технического университета связи и информатики, в специальной статье, посвящённой разбору работы Понасенкова «Экономические предпосылки кризиса Тильзитской системы (1807—1812 гг.) и причины войны 1812 г.», делает огромное количество замечаний, аргументируя их, указывает на неточности данных и полностью отрицает главные выводы автора[80].

2004
- А. А. Васильев[прим. 1] в рецензии на книгу Е. Н. Понасенкова «Правда о войне 1812 года» отмечает, что эта книга во многом продолжает дело работ историков Н. А. Троицкого и А. И. Попова, однако концептуальные тезисы выражены гораздо точнее и новее. Васильев считает, что автор весьма доказательно, опираясь на источники, пишет о том, что нельзя изучать войну 1812 года в отрыве от Наполеоновских войн в целом. Рецензент отмечает, что Понасенков «совершенно прав», рассматривая события 1812 года как войну между наполеоновской Францией и VI антифранцузской коалицией, в которой «Россия вовсе не была жертвой „неспровоцированной агрессии“»[81].
- А. Ю. Иванов[прим. 2] считает, что Е. Н. Понасенков, оценивая последствия присоединения России к континетальной блокаде Англии, «уверенно доказывает, что наши убытки от свёртывания торговли были малы по сравнению с другими причинами экономического кризиса (в первую очередь, быстро растущими военными расходами)»[82].

2007
- Л. И. Агронов[прим. 3] отмечает в своей кандидатской диссертации «Постсоветская российская историография Отечественной войны 1812 года»[83], что во всех своих статьях Понасенков пытается поразить читателя своими «открытиями», убеждая, что до него все историки врали. Большинство работ Понасенкова Агронов оценивает как откровенно публицистические. Также Агронов отмечает, что Понасенков приводит о себе заведомо ложные сведения, определяя себя как «известный российский учёный — историк, академик Русской академии наук и искусств, автор нескольких десятков научных и публицистических работ, некоторые из которых нашли признание и у иностранного читателя». Агронов приводит в качестве примера критику Понасенкова со стороны историка А. А. Подмазо, который «наглядно доказал, что в статьях Понасенкова содержится огромное количество ошибок, подтасовок, случаев вырываний фраз из контекста и откровенные выдумки».
- И. Г. Дырышева[прим. 4] в кандидатской диссертации отмечает неожиданность и интересность работы E. H. Понасенкова «Правда о войне 1812 года»: «Автор считает, что в процессе изучения войны 1812 года сложилась многолетняя официальная идеологическая традиция, которая мешает глубокому пониманию процессов, происходивших во время нашествия Наполеона на Россию». В то же время она указывает, что подход Понасенкова, отрицающий вклад Кутузова и героизм русских воинов всех сословий, во многом спорен и тенденциозен[84].

2009
- А. Н. Сахаров[прим. 5] в видеобеседе с Е. Н. Понасенковым назвал его книгу «Правда о войне 1812 года» «прекрасной»[85][86].

2011
- С. Д. Сахончик[прим. 6] в своей кандидатской диссертации «Полководческая деятельность генерал-фельдмаршала М. И. Кутузова в Отечественной войне 1812 года», характеризует Понасенкова как автора «тенденциозной монографии о войне 1812 года», использующего в ней давно опровергнутые теории о войне. Попытки Понасенкова использовать в качестве аргумента против оппонентов декларирование себя одним из известных историографов войны 1812 года среди других известных исследователей, Сахончик находит «неуместными и несамокритичными»[87].
- Л. Л. Ивченко[прим. 7] в статье в журнале «Родина» написала[88]:

Откуда нынешний шоумен, а тогда студент Евгений Понасенков взял сведения, позволившие ему утверждать, что Кутузова все считали бездарным генералом? Почему СМИ, не задумываясь, повторили версию студента, как будто речь шла не о победителе Наполеона, а о ком-то малозначительном для нашей истории? Не потому ли, что он процитировал академика Вернадского: «Гений не ждёт появления новой науки, а сам создает её»? Хорошая уловка для тех, кто не любит утруждать себя изучением источников и работ других исследователей! Но даже гений отталкивается в своих научных построениях от внутренней критики источника, а не создаёт очередной миф на «злобу дня».

2013
- И. А. Шеин[прим. 8] в монографии «Война 1812 года в отечественной историографии» в обзоре постсоветской историографии войны 1812 года причисляет Е. Н. Понасенкова к «ультрарадикальному крылу», претендующему на сенсационность[89]. Также Шеин относит Понасенкова к числу «раскрепощённого» большинства «непрофессиональных историков, едва ли знакомых с базовыми принципами и методами научных исследований», которые порождают «опусы популистско-критиканского толка, обещающие „свежий, во многом сенсационный взгляд“ на известные события»[90].
- В. Н. Земцов[прим. 9] упоминает Е. Понасенкова в числе тех, кто процветает на ниве «мощной волны спекулятивной литературы, предлагающей „разоблачения“ давно разоблачённых героев и „открытия“ давно открытых сюжетов»[91][92].

2014
- А. В. Чудинов[прим. 10] в сборнике научных статей «Revisiting Napoleon’s Continental System: Local, Regional and European Experiences» (London: Palgrave Macmillan, 2014) причисляет Понасенкова к числу ревизионистских публицистов, пытающихся доказать, что война 1812 года не была для России «национально-героической обороной» страны от внешнего врага, а вторжение Наполеона в Россию было следствием «глупой и провокационной политики Александра I». Обращая внимание на интерпретацию Понасенковым участия России в континентальной блокаде как положительного фактора для неё, Чудинов отмечает, что он кроме собственных взглядов не привёл никаких новых документов, а его публикации только стимулировали горячие дискуссии на интернет-форумах, но не принесли новизны в науку. При этом Чудинов отмечает, что среди прочих довольно внятный и аргументированный ответ на свои тезисы относительно континентальной блокады Понасенков получил от оппонировавшего ему историка-любителя и участника военно-реконструкторского движения А. А. Подмазо, который использовал те же источники, что и Понасенков, но гораздо точнее[21].
- А. Н. Сахаров считает, что доклад Понасенкова, зачитанный на совместном заседании научного совета РАН «История международных отношений и внешней политики России» и Института российской истории РАН, «даёт очень много нам для понимания не только европейской истории, но и российской истории»[93].

2016
- В. Ф. Познин[прим. 11] отмечает, что в одном из выпусков передачи «Вольнодумцы», выходящей при поддержке газеты «Московский комсомолец», Понасенков вместе с А. Г. Невзоровым «вальяжно перебрасываются фразами о том, как отвратительно вели себя русские священники во время событий 1812 г. (один из собеседников называет это климатической войной), дружно приходят к выводу о том, что русские солдаты были „хуже рабов“, и веселятся по поводу неуместности слова „нашествие“ по отношению к вторгшейся в Россию 160-тысячной армии Наполеона»[94].

2018
- В беседе с К. А. Жуковым в передаче «Разведопрос» О. В. Соколов в ответ на утверждения Понасенкова из книги «Первая научная история войны 1812 года» о том, что Соколов позаимствовал у него концепцию о роли императора Александра I в Отечественной войне 1812 года[прим. 12], отметил, что читал свои первые публичные лекции, где она излагалась, в 1980-х годах, когда Понасенков ещё был ребёнком, а в 2000 году, «когда Понасенкову было 18 лет и когда никаких нашумевших выступлений я не мог знать и видеть», Соколов опубликовал шесть статей во французском журнале «Napoléon Ier», где изложил все свои концепции, а также что считает распространение подобных высказываний о себе Понасенковым «недостойн[ым] вообще приличного человека». Соколов указал, что впервые о Понасенкове узнал в 2007 году, когда ему подарили книгу «Правда о войне 1812 года», которая «была издана очень плохо, маленьким тиражом, и в общем никакого значения не придал».
- Соколов обратил внимание, что в книге «Первая научная история войны 1812 года» «по крайней мере большая часть из рецензентов[прим. 13] не писали рецензию на эту книгу и не видели её», а «Н. Ю. Шведова была, оказывается, в ужасе, когда ей сообщили, что она рецензент этой книги» и А. А. Васильев, с которым у Соколова была личная беседа, «не видел никакой книги до её появления».
- В своём обзоре Соколов, указав на то, что Понасенков пользовался лишь уже опубликованными источниками, выразил сомнение в том, что им велась работа с первоисточниками в архивах (особенно во Франции), поскольку имеет место небрежность со ссылочным аппаратом. Также Соколов подверг критике методологический подход Понасенкова, указав, что невозможно проводить параллели между Отечественной войной 1812 года и Великой Отечественной войной, личностями Александра I, Наполеона, Сталина и Гитлера, поскольку это абсолютно разные эпохи. Были также отмечены неверные статистические данные о численности русской и французской армий, которые в своей книге приводит Понасенков. Отдельно Соколов выразил недоумение относительно высказывания Понасенкова о М. И. Кутузове («уж нельзя сказать, как пишет [Понасенков]: „этому моральному уроду неосведомлёнными об исторических реалиях потомками поставлено множество памятников“ (С. 370)») и его утверждениям о том, что Александр I был импотентом и латентным гомосексуалистом. В заключение Соколов высказал следующее мнение о Понасенкове: «Пишет он довольно легко. Может, у парня были кое-какие таланты, но вот эти таланты исчезли в чудовищном самомнении, в желании эпатировать, в желании позёрства какого-то. И человек, который мог бы написать неплохие исторические труды, в результате написал вот то, что принять невозможно»[95].
- «Новая газета» в своей статье, разбирая конфликт Понасенкова с О. В. Соколовым, отмечает со ссылками на судебные решения, что «впоследствии Понасенков проиграл учёному два суда[прим. 14] о защите чести и достоинства, о чём публично не высказывается»[96][97][98]. Вместе с этим, 28 июля 2020 года второй кассационный суд общей юрисдикции полностью отменил указанные судебные акты и направил дело на новое рассмотрение[99]. Параллельно Санкт-Петербургский городской суд по иску Е. Н. Понасенкова к О. В. Соколову о защите чести, достоинства, деловой репутации обязал О. В. Соколова принести истцу извинения и компенсировать моральный вред[100][нет в источнике].
- А. С. Левченков[прим. 15] и А. В. Гущин[прим. 16], отнеся работы Понасенкова о наполеоновских войнах к числу «современных излишне политизированных концепций», отметили, что в его деятельности человека «судя по его „научным“ монографиям, не в полной мере способного профессионально анализировать и стратифицировать источники, слились многие тенденции современного псевдоисторизма и политиканства». Указав на то, что среди российских и французских историков существуют мнения «о причастности не только Наполеона I, но и Александра I к развязыванию компании 1812 года», Левченков и Гущин тем не менее выразили сомнение в том, что «ведущие специалисты по эпохе употребляли в отношении тирольского и испанского сопротивления Наполеону термин „террористы“, вольно обращались бы с данными о численности противостоящих друг другу войск, вычисляли бы численность вражеской армии на основании мемуарной литературы, определяли бы своих коллег по цеху как людей, мягко говоря, в теме не разбирающихся и, судя по названию самой монографии („Первая научная история войны 1812 года“), до Понасенкова вообще не написавших ничего научного по наполеоновским войнам». Кроме того, они подчёркивают, что «многие тезисы Понасенкова в реальности не новы ни для мировой, ни для отечественной историографии, и могут претендовать на сенсацию только среди несведущих людей», поскольку такие утверждения, как «угроза со стороны коварного Александра I, тотальное превосходство французов над русскими в военном деле и, как следствие, гибель Великой армии, прежде всего, от непривычных климатических условий» являются частью т. н. «наполеоновской легенды» и «были развиты французскими мемуаристами и частью историков ещё в XIX веке». Также они обращают внимание на то, что в своих выступлениях и лекциях Понасенковым ставка «делается на „ниспровержение“ господствующих в массовом сознании образов прошлого», а подчеркнув, что для «псевдоисториков и их „сенсационных“ разоблачений характерно крайнее неуважение к трудам и идеям профессионалов, им противоречащим» замечают, что при просмотре «передачи с участием таких персонажей, как Понасенков, мы имеем дело с шоу артиста погорелого театра, а не с лекцией», при этом оно «развивается по современным законам жанра, которым присущи отсутствие этических норм в дискуссии, включая навешивание ярлыков и прозвищ в отношении несогласных с ним и „простого народа“, который называется порой „быдлом“».
- Левченков и Гущин, указав, что часть креативного класса «составляет целевую аудиторию Понасенкова, во многом деинтеллектуализированную, не имеющую за душой ничего, кроме желания осуществить априори невозможное слепое копирование своих слившихся воедино буржуазно-богемных установок на всё общество, и впадающую в агрессивную депрессию от невозможности это сделать», и которая способна «только обвинять „рабскую“ страну в существовании столь ненавистного „особого пути“, как будто у США, Китая, Индии и других крупных стран нет такого особого пути», высказывают мнение, что данная социальная группа «наверняка, в случае реализации майданного сценария, к которому подстегивают такие, как Понасенков, быстро продемонстрирует свою полную импотенцию, фрагментируясь в социальном и географическом смысле, в пучине сконструированного во многом ими самими хаоса»[101].

Главный редактор Антропогенез.ру А. Б. Соколов на научно-просветительском форуме «Учёные против мифов-8» 6 октября 2018 года в НИТУ «МИСиС» заочно вручает Е. Н. Понасенкову «Орден Петросяна I степени».

- В 2018 году стал «член-корреспондентом Врунической академии лженаук (ВРАЛ)» и лауреатом «ордена Петросяна I степени» на форуме «Учёные против мифов-8»[102]. В экспертном комментарии, в связи с присуждением Е. Понасенкову на научно-просветительском форуме «Учёные против мифов» звания «члена-корреспондента ВРАЛ», Л. И. Агронов указал, что в книге «Первая научная история войны 1812 года» Понасенков «по сути воюет с тенями историографии эпохи Сталина и эпохи застоя, причём с наиболее одиозными положениями данной историографии, и с худшими образцами советских школьных учебников по истории», и поэтому «торжественно опровергает то, что в историографии академической давно не актуально». Агронов обращает внимание на то, что для тех людей, кто имеет плохое знакомство «с историографией наполеоновской эпохи, работа Понасенкова может произвести большое впечатление» в то время как «специалист увидит огромное количество заимствований из академической историографии, а именно: колоссальное количество переписанных ссылок на источники, литературу, переписанные цитаты без конкретных указаний источников, то есть пустые ссылки». В качестве примера он указывает, что «с пафосом заявленное лучшее в историографии расписание великой армии на 1812 год удивительным образом соответствует расписанию великой армии в монографии Вовси Эмана и Кузьмина „Французские генералы — участники похода на Россию 1812 года“», которая вышла в 2012 году. Также «совпадают и архивные фонды, совпадает и всё содержание», несмотря на то, что «Понасенков утверждает, что это его оригинальный текст, составленный на основе изучения сотен справочных изданий и архивов». В связи с предпринятой сторонниками Понасенкова попыткой сорвать церемонию присуждения антипремии Понасенкову был заочно вручён шуточный «орден Петросяна I степени»[102].
- Агронов подчёркивает, что «только из своей статьи „О восприятии событий Отечественной войны 1812 года российским простонародьем“ я нашёл более 10 идентичных цитат и ссылок на редкие издания». Касаясь содержания книги Понасенкова он указывает, что «лейтмотивом всего произведения выступает простая идея: Россия — страна-фейк, населённая дикарями, которая позволяет себе вмешиваться в дела Европы, а любая агрессия против данной страны является актом необходимой самообороны»[103].
- В свою очередь А. Б. Соколов[прим. 17], в интервью газете «Коммерсантъ» высказал мнение, что творчество Понасенкова «можно назвать эрзац-наукой, это такая имитация исторического исследования с заранее известным автору результатом и с постоянными нападками на прочих учёных», а также указал на то, что «эксперты находят в этих публикациях множество заимствований у других авторов», несмотря на то, что «благодаря использованию наукообразного языка, жонглированию цитатами, ссылками, а также коммерческой раскрутке он воспринимается многими — прежде всего людьми далёкими от истории — как реальный учёный». Соколов делает вывод, что подобного рода деятельность «может быть серьёзной проблемой», поскольку «преподносится очень пафосно, с пиаром, с масштабной рекламой», и поэтому «даже на умного человека, если он далёк от данной области науки» могут произвести впечатление книги таких авторов как Понасенков, где представлено «несколько тысяч источников, цитаты, ссылки на документы», хотя это и «вульгарная история»[104].
- Расследование специалистов, близких к «премии ВРАЛ», показало, что в интересах Понасенкова была развёрнута широкая кампания в Интернете, включавшая многочисленные оплаченные комментарии на различных сайтах, возвеличивающие самого Понасенкова и очерняющие его оппонентов[105].
- Историк Н. П. Соколов, входивший в состав жюри и голосовавший за кандидатуру Понасенкова, в беседе с видеоблогером Андреем Марковым отметил, что Понасенков «опасен тем, что, будучи такой уже достаточно хорошо раскрученной медийной фигурой, претендует на звание учёного-историка, безо всяких оснований, и своими работами разрушает сами основания исторической науки», что он «не признаёт главного механизма развития научного знания: он не признаёт заслуг предшественников, решительно отказывает им в какой-либо научности их сочинений». Касаясь содержания книги «Первая научная история войны 1812 года» Соколов, указав на неуместность в книге посторонних тем, вроде описания генома неандертальца, высказал мнение, что «ничего принципиально нового, не по словам, а по существу, книга Понасенкова не содержит», поскольку многое позаимствовано из работ историка Н. А. Троицкого. Кроме того, имеет место «множество смешных проколов», к которым Соколов относит заявления Понасенкова о том, что он «первым открыл такую-то работу 1819 года», несмотря на то, что «эту работу, за тридцать лет перед этим, подробнейшим образом проанализировал и описал Тартаковский» и «в списке литературы у Понасенкова книга Тартаковского значится», из чего Соколов делает вывод, что «это значит, что он просто её не читал», более того, «все эти библиографические ссылки фиктивны, потому что большую часть он просто не читал». Также он обратил внимание на то, что Понасенков «идёт на прямой подлог: в качестве рецензентов этой книги значатся люди, которые отрицают факт рецензирования этой книги», отметив, что «это чистый фол, с научной точки зрения». Кроме того, Соколов упомянул свой опыт личного «знакомства с Понасенковым как редактором» в 2009 году, когда сам являлся редактором отдела «Общество» в журнале «The New Times», а Понасенков, в связи с очередной годовщиной Отечественной войны 1812 года, прислал для публикации статью, которую редакция отклонила, поскольку «она вся была исполнена ложных фактов»[106].

2019—2020
- Согласно статье в «Новой газете», существует группа приверженцев Е. Понасенкова, осуществляющая травлю его оппонентов, а также продвигающая его интересы в Википедии. Лев Агронов и Олег Соколов получали письма с угрозами физической расправы, и считают организаторами преследования сторонников Евгения Понасенкова[107]. Александр Соколов, организатор антипремии Почётный академик ВРАЛ, утверждает, что встречался с человеком, который организовывал спам в интересах Понасенкова в социальных сетях. Согласно его информации, хвалебные отзывы на книгу Понасенкова на сайтах книжных магазинов покупаются за 8 центов[107][105]. Артемий Лебедев окрестил Понасенкова «колхозником» с манией величия, также отметив, что он «абсолютно безграмотный, шарлатан из шарлатанов»[35][108].

- В 2020 году на суде Олег Соколов (по обвинению в убийстве своей аспирантки Анастасии Ещенко) обвинил Понасенкова и «его преступную группировку» в том, что те с 2018 года издевались над ним и Ещенко: писали гадости в интернете, взламывали почту Ещенко, угрожали Соколову убийством и устраивали «провокации на лекциях»[109]. В июне 2021 года Понасенков заявил 78.ru о том, что Соколов проиграл два процесса и (кроме извинений) должен возместить ему, Понасенкову, большую сумму денег в счёт морального ущерба[110]. При этом Понасенков заявил, что из-за нового суда на Соколова ляжет большая сумма судебных издержек, которую доцент не сможет отдать и потому квартиру Соколова передадут Понасенкову[111]. Однако адвокат Соколова Александр Торгашев пояснил «МБХ медиа», что «Понасенков сильно преувеличивает и запутывает ситуацию с судами уже 2 года» и что Понасенков выиграл только один иск — с Соколова взысканы 10 тысяч рублей морального вреда и около 70 тысяч рублей судебных расходов (частично погашены по состоянию на июнь 2021 года)[111]. Эта задолженность не может привести к изъятию квартиры Соколова[111]. «МБХ-медиа», проверяя слова Понасенкова, смогло в июне 2021 года по сайтам судов за все годы найти только один иск Понасенкова к Соколову, по которому с Соколова взыскано в пользу Понасенкова только 10 тысяч рублей морального вреда и ещё 38 тысяч рублей за компенсацию судебных расходов[111].

## Мнения и высказывания
31 марта 2022 года Понасенков заявил, что считает Википедию «сектой» и призвал к её блокировке в России, информацию в ней он назвал «бредом, откровенной фальсификацией, противоречащей научно-историческим фактам» и заявил: 

Там нет никакой свободы. Всё, что декларируется, все правила «Википедии» ими же и нарушены. В нынешнем виде, когда «Википедия» нарушает свои же принципы, её, конечно, надо блокировать.

В феврале 2022 года за несколько недель до вторжения России на Украину заявил:
Вторжение России в Украину с моей точки зрения было бы серьёзной ошибкой. […] Более того, НАТО вообще не является врагом России. У нас со странами Европы и США общие враги. Это — орды варваров, которые наступают на европейскую цивилизацию и культуру, и это власть леваков, которые раскрывают ворота перед варварами. Маразматик Байден, кстати, ярчайший пример левака у власти. Да и как может Америка защитить Украину, когда она сама захвачена дешёвыми популистами, исламскими террористами и прочим отребьем?

### Уточнения
1. ↑  Военный историк, архивист, научный редактор журнала «Старый Цейхгауз»
2. ↑  Кандидат экономических наук, член Союза писателей России
3. ↑  Кандидат исторических наук, учитель истории и обществознания гимназии «Сократ»
4. ↑  Кандидат исторических наук, главный государственный инспектор Отдела лицензирования, аккредитации, контроля и надзора, подтверждения документов государственного образца об образовании Службы по контролю и надзору в сфере образования Калининградской области Правительства Калининградской области
5. ↑  Доктор исторических наук, профессор, член-корреспондент РАН, в 1971—1974 годах — главный редактор издательства «Наука», в 1993—2010 годах — директор Института Российской истории РАН
6. ↑  Кандидат исторических наук, профессор Академии военных наук, преподаватель кафедры истории войн и военного искусства Военного университета Министерства обороны РФ, учитель истории и обществознания Гимназии № 1358 города Москвы
7. ↑  Кандидат исторических наук, главный хранитель музея-панорамы «Бородинская битва»
8. ↑  Доктор исторических наук, профессор и заместитель заведующего кафедрой истории Военного университета Министерства обороны Российской Федерации
9. ↑  Доктор исторических наук, профессор, заведующий кафедрой всеобщей истории Уральского государственного педагогического университета
10. ↑  Доктор исторических наук, главный научный сотрудник Института всеобщей истории РАН, руководитель Лаборатории «Мир в эпоху Французской революции и Наполеоновских войн».
11. ↑  Доктор искусствоведения, профессор, профессор кафедры телерадиожурналистики Высшей школы журналистики и массовых коммуникаций СПбГУ и профессор кафедры режиссуры телевидения факультета экранных искусств СПбГИКиТ
12. ↑  «Есть и те, кто придерживаются и доказывают сходные с моими идеи, однако в силу своих амбиций не очень любят ссылаться (например, известный специалист по армии Наполеона к.и.н. О. В. Соколов)» (С. 11), «Большой вклад в изучение эпохи наполеоновских войн внёс доцент СПбГУ Соколов. Его красочно изданная „Армия Наполеона“ стала практически первой на русском языке в деталях рассказывающая об униформе и строевой жизни французских легионов. Конечно для знающих французский язык публикация Соколова не сообщит много нового. […] Но к большому сожалению Соколов сильно подпортил свою репутацию нелицеприятными делами. Как вы знаете во главе угла моей концепции конфликта… Этому посвящены мои нашумевшие выступления и публикации 2000—2004 гг. Моя позиция стала не просто известной, но и широко обсуждалась в научных кругах и даже в СМИ. Ну что же, как говорил легендарный художник Пабло Руис-и-Пикассо: „Un artista copia, un gran artista roba (Хорошие художники копируют, великие художники воруют)“. Видимо ленинградский доцент „Сир“ всё же не лишён подлинного величия.»
13. ↑  В книге рецензентами указаны: 
А. Н. Сахаров — доктор исторических наук, профессор, председатель Научного совета Российской академии наук „История международных отношений и внешней политики России“, председатель Диссертационного совета ИРИ РАН „История России до XX века“. 
М. И. Кротов — доктор экономических наук, профессор СПбГУ. 
А. Мельник (Франция) — профессор геополитики ICN Business School (Университет Нанси).
 А. А. Васильев — военный историк, архивист, научный редактор журнала „Старый Цейхгауз“. 
Н. Ю. Шведова — старший научный сотрудник, хранитель коллекции „Редкая книга“ музея-панорамы „Бородинская битва“. 
А. Б. Савинов — историк искусства, старший научный сотрудник музея „Усадьба Лопасня-Зачатьевское“. 
Н. В. Арутюнова — кандидат политических наук, преподаватель Дипломатической академии МИД России. 
А. А. Бринцева — кандидат искусствоведения. Т. Сакоян (Армения) — преподаватель истории Армянско-Российского международного университета „Мхитар Гош“. 
Князь Н. Д. Лобанов-Ростовский (США) — коллекционер, почетный член Российской академии художеств, член Союза благотворителей музея „Метрополитен“ (Нью-Йорк). 
Граф А. Н. Каменский — реставратор, коллекционер предметов искусства, потомок русских участников наполеоновских войн.
14. ↑  О суде Соколов — Понасенков Архивная копия от 26 февраля 2021 на Wayback Machine // Разведопрос, 01.01.2019.
15. ↑  Кандидат исторических наук, доцент кафедры стран постсоветского зарубежья РГГУ, учёный секретарь Учёного совета РГГУ
16. ↑  Кандидат исторических наук, доцент и заместитель заведующего кафедрой стран постсоветского зарубежья РГГУ, эксперт Российского совета по международным делам
17. ↑  Главный редактор научно-просветительского портала Антропогенез.ру